# روگم، نورفک
روگم (به انگلیسی: Rougham) یک روستا و محله مدنی در بریتانیا است که در Breckland District واقع شده‌است. روگم ۱۰٫۸۵ کیلومتر مربع مساحت و ۱۴۱ نفر جمعیت دارد.